# Manuel Anatol
Manuel Anatol Aristegi (Irun, 8 maggio 1903 – 15 maggio 1990) è stato un velocista, calciatore e ingegnere spagnolo naturalizzato francese di origini basche, di ruolo difensore.

## Carriera
Nel 1923 fu campione di Spagna nei 100, 200 e 400 m piani.

## Palmarès

### Club

#### Competizioni nazionali
- Coppa di Spagna: 1

Real Unión: 1924

#### Competizioni regionali
- Campionato basco: 1

Athletic Bilbao: 1927-1928